# Clitandra cymulosa
Clitandra es un género monotípico de plantas con flores con una única especie: Clitandra cymulosa Benth. in Hook. (1849), perteneciente a la familia Apocynaceae. Es originario de las regiones tropicales de África distribuyéndose en  Ghana, Guinea, Liberia, Nigeria, República Centroafricana Sierra Leona, Zaire, Tanzania, Uganda y Angola.

## Descripción
Planta sufrútice con tallos erectos ramificados que alcanzan un tamaño de hasta  1 m de altura. Las hojas coriáceas, de color verde amarillento el haz y verde el envés, con peciolo de 3-4 mm de long, glabras; lámina de 3·4–5·5 x 1·3–2·3 cm., ovada, o lanceolada y base obtusa.  Inflorescencias compactas, terminales y laterales, en cimas con pocas flores de color blanco con ráfagas rosas, dulcemente perfumadas. Corola en forma de tubo de 10–13 mm long. El fruto de 6·5 x 3·5 cm, piriforme o obovoide, de color verde, amarillo o naranja con lenticelas marrones, la superficie es rugosa, es comestible con un sabor refrescante. Con 3–4 semillas con frutos de  3 cm. long.

## Taxonomía
Clitandra cymulosa fue descrita por George Bentham y publicado en Niger Flora 445. 1849.
Sinónimos
- Pacouria cymulosa (Benth.) Roberty (1953).
- Clitandra orientalis K.Schum. in H.G.A.Engler (1895).
- Clitandra gilletii De Wild. (1901).
- Clitandra arnoldiana De Wild. (1903).
- Clitandra nzunde De Wild. (1903).
- Clitandra elastica A.Chev. (1906).[1]